# Золота доба Грузії
Золота доба Грузії (груз. საქართველოს ოქროს ხანა, лат. sakartvelos okros khana) описує історичний період у Високому Середньовіччі, що охоплює приблизно з кінця 11 до 13 століття. , під час якого Королівство Грузія досягло піку своєї могутності та розвитку. Окрім військової експансії, на цей період припав розквіт середньовічної грузинської архітектури, живопису та поезії, що часто виражалося в розвитку церковного мистецтва, а також створення перших великих творів світської літератури.
Золотий вік, який тривав більше двох століть, поступово закінчився через постійні вторгнення кочівників, таких як монголи, а також через поширення чорної смерті цими самими кочовими групами. Грузія ще більше ослабла після падіння Константинополя, що фактично означало кінець Східної Римської імперії, традиційного союзника Грузії. В результаті цих процесів до 15 століття Грузія розкололася і перетворилася на ізольований анклав, значною мірою відрізаний від християнської Європи та оточений ворожими ісламськими турко-іранськими сусідами. Занепад Грузії призвів до «вихолощення» її іміджу в уявленнях Російської імперії, яка систематично нехтувала походженням нації та натомість зображувала її як вразливий, жіночий «схід», який потребує імперського захисту. І навпаки, для Грузії Золотий вік є важливою частиною її статусу як колись могутньої та стародавньої нації, яка підтримувала відносини з Грецією та Римом.

## Початок Золотої Доби
Золотий вік розпочався з правління Давида IV («будівничого» або «великого»), сина Георгія II і королеви Олени, який посів трон у віці 16 років у період Великого турецького вторгнення. Досягнувши повноліття під керівництвом свого міністра двору Георгія Чкондідського, Давид IV придушив інакомислення феодалів і централізував владу в своїх руках, щоб ефективно боротися з іноземними загрозами. У 1121 році він завдав рішучої поразки значно більшій турецькій армії під час битви при Дідгорі, коли турки-сельджуки, які втікали, кілька днів переслідувались грузинську кавалерію. Величезна кількість здобичі та полонених були захоплені армією Давида, яка також убезпечила Тбілісі та започаткувала нову еру відродження.

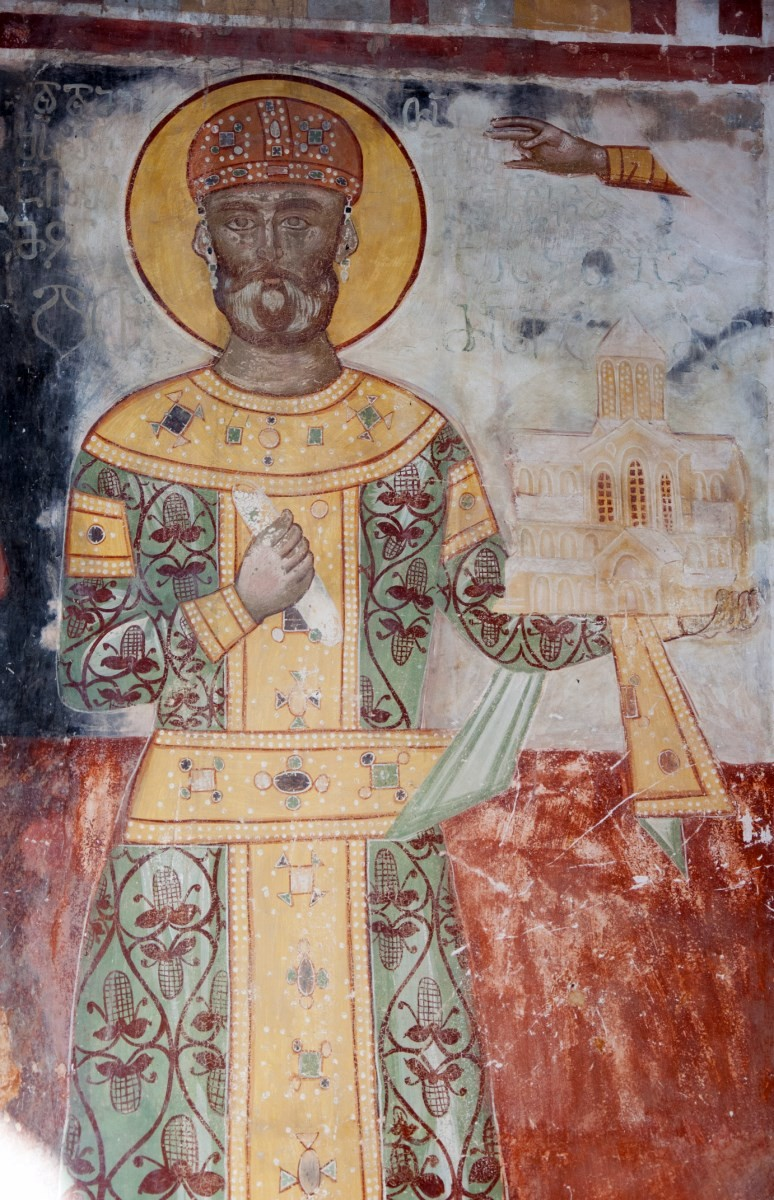
Давид Будівельник, правитель Грузії, в часи якого почалась Золота Доба країни.

Щоб підкреслити вищий статус своєї країни, він став першим грузинським королем, який відмовився від високоповажних титулів, наданих Східною Римською імперією, давнім союзником Грузії, вказуючи на те, що Грузія матиме справу зі своїм могутнім другом лише на паритетній основі. Завдяки тісним родинним зв’язкам між грузинськими та візантійськими королівськими особамами (грузинська принцеса Марта, тітка Давида IV, колись була візантійською імператрицею-консортом) до 11 століття 16 грузинських правлячих князів і царів мали візантійські титули, Давид став останнім в своєму роді.
Давид IV особливо наголошував на видаленні залишків небажаних східних впливів, які грузини вважали вимушеними, на користь традиційних християнських і візантійських відтінків. У рамках цих зусиль він заснував Гелатський монастир, об’єкт Всесвітньої спадщини ЮНЕСКО, який став важливим науковим центром у східно-православному християнському світі того часу.
Давид також зіграв особисту роль у відродженні грузинської релігійної гімнографії, створивши Гімни покаяння (груз. გალობანი სინანულისანი, лат. galobani sinanulisani), послідовність з восьми псалмів вільного вірша. У цьому емоційному розкаянні у своїх гріхах Давид бачить себе перевтіленням біблійного Давида, який має подібні стосунки з Богом і своїм народом. Його гімни також поділяють ідеалістичний запал тогочасних європейських хрестоносців, для яких Давид був природним союзником у боротьбі проти сельджуків.

## Галерея

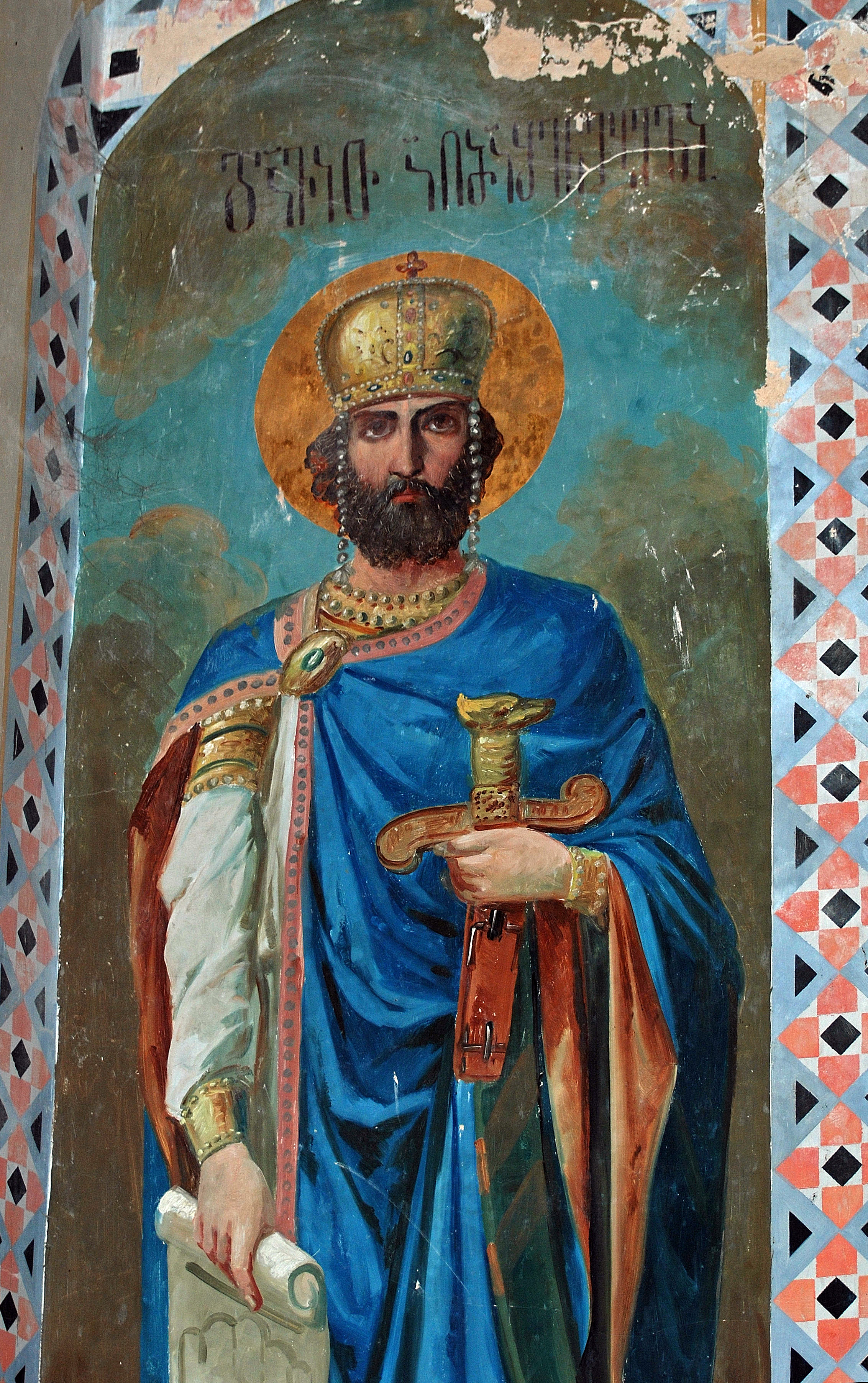
Давид Будівельник, оригінальний архітектор Золотого Століття. Фреска з Шіо-Мгвімського монастиря.
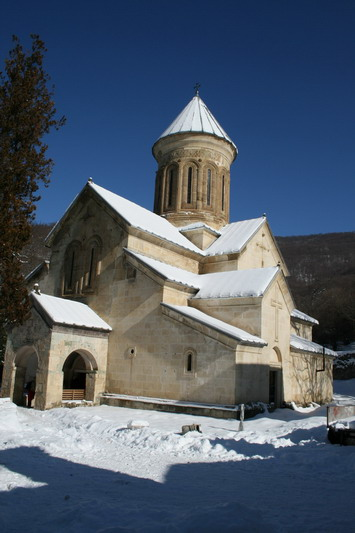
Кватахеві
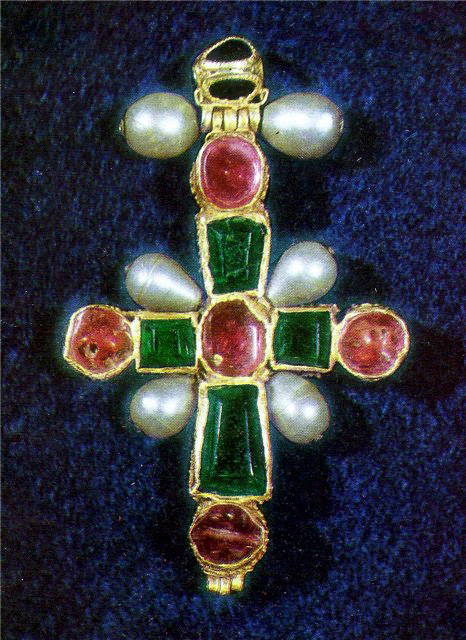
Золотий хрест цариці Тамари, що складається з рубінів, смарагдів, і великих перлів